# Samir Bertin d'Avesnes
Pour les articles homonymes, voir Bertin.
Samir Bertin d'Avesnes, né le 15 avril 1986 à Moroni, aux Comores, est un footballeur franco-comorien. Formé au Sporting Club de Bastia, il évolue au poste de milieu de terrain. Après avoir joué en sélections françaises en catégories de jeunes, il devient international comorien en novembre 2011. Il joue actuellement aux Sporting Club Sournais, équipe du centre Bretagne évoluant en rouges et blancs. 

## Biographie
Samir Bertin d'Avesnes, né à Moroni, grandit à Marseille où il commence à jouer au football à 13 ans.
Issu du centre de formation bastiais, les premiers faits d'armes de Samir remontent à juin 2002. Sous la houlette de François Ciccolini, il remporte le championnat de France des 15 ans en battant l'AJ Auxerre en finale (2-0) en compagnie de joueurs tels que Alexandre Song ou Henoch Conombo.
Il devient alors international français d'abord en moins de 17 ans, puis en moins de 18 ans, totalisant 20 sélections et 6 buts. Il inscrit notamment un triplé aux éliminatoires du Championnat d'Europe de football des moins de 17 ans 2003. Il est régulièrement surclassé tant en club qu'en sélection.
Attaquant longiligne et véloce, il fait ses premiers pas professionnels en Ligue 1, lors de la saison 2002-2003 alors que le club corse était sous la direction de Gérard Gili. Il totalise 9 matches à ce niveau en trois saisons, sans marquer. Un drame personnel associé à de nombreuses blessures le tiennent alors à l'écart de l'équipe première avant la prise de fonction de François Ciccolini en tant qu'entraîneur des professionnels. Il évolue alors régulièrement avec la réserve (CFA puis CFA2) et, après la descente du club corse en Ligue 2 et la nomination de Bernard Casoni, il recommence à intégrer l'équipe fanion, le plus souvent en tant que milieu offensif droit mais il ne réussit jamais à confirmer son potentiel. Il ne joue ainsi que 16 matchs, en deux saisons, la plupart comme remplaçant. Il inscrit tout de même un but lors de la 37e journée de la saison 2006-2007, à Gueugnon.
À l'hiver 2007, alors que le staff technique ne compte plus sur lui, il effectue un essai au Stade lavallois, au Vannes Olympique Club ainsi qu'au Paris Football Club (ces trois clubs en National) sans être retenu. Il arrive finalement à trouver un nouveau point de chute à l'été 2008, en s'engageant avec l'Olympique Croix-de-Savoie 74, ambitieux club de National. Il y joue 23 matchs de championnat et cinq matchs de coupe. 
Samir Bertin d'Avesnes rejoint en 2009 l'AS Beauvais Oise, club de National et compte en deux saisons 63 apparitions. Néanmoins, il se retrouve sans club au début de la saison 2011-2012.
Le 11 novembre 2011, il devient international comorien après son entrée en jeu à la 59e minute contre le Mozambique aux éliminatoires de la Coupe du monde de football 2014.
Il s'engage en janvier 2012 pour le FC Calvi. En 2013, il devient footballeur de l'US Roye-Noyon, puis, à l'été 2016, il rejoint l'ASP Nesle, autre équipe de la Somme, évoluant elle en DH, après la relégation de Roye-Noyon en CFA2.
En 2020, il s'engage avec les Ajoncs d'or de Malguénac (56), ou il fait admirer aux spectateurs son aisance technique. Il est connu également pour ses exploits dans tous les établissements de nuits du secteur, ou on lui trouve, la aussi de nombreuses qualités. Avec les AOM, il parvient à se hisser en finale de trophée Morbihan en mai 2024. Ils s'inclineront sur un score lourd de 4-0 après un parcours qui aura fait vibrer toute une commune.

## Carrière
2002-2008 :  SC Bastia (Ligue 1, Ligue 2)
2008-2009 :  Olympique Croix-de-Savoie (National)
2009-2011 :  AS Beauvais (National)
2011-2013 :  FC Calvi (CFA)
2013-2016 :  US Roye-Noyon (CFA, CFA 2)
2016-2020 :  ASP Nesle (DH Picardie) 2023- : MB Noyal-Pontivy (Régional)

## Statistiques
| Saison      | Club                | Pays     | Championnat        | Coupes nationales | Sélection Comores |
| ----------- | ------------------- | -------- | ------------------ | ----------------- | ----------------- |
| 2002 - 2003 | SC Bastia           | Ligue 1  | 2 matchs           | -                 | -                 |
| 2003 - 2004 | SC Bastia           | Ligue 1  | 7 matchs           | 2 matchs          | -                 |
| 2004 - 2005 | SC Bastia (réserve) | CFA      | 4 matchs           | -                 | -                 |
| 2005 - 2006 | SC Bastia           | Ligue 2  | -                  | -                 | -                 |
| 2006 - 2007 | SC Bastia           | Ligue 2  | 12 matchs / 1 but  | 1 match           | -                 |
| 2007 - 2008 | SC Bastia           | Ligue 2  | 4 matchs           | -                 | -                 |
| 2008 - 2009 | Croix-de-Savoie     | National | 23 matchs / 1 but  | 5 matchs          | -                 |
| 2009 - 2010 | AS Beauvais         | National | 33 matchs / 3 buts | 7 matchs          | -                 |
| 2010 - 2011 | AS Beauvais         | National | 22 matchs / 1 but  | 1 match           | -                 |
| 2011 - 2012 | FC Calvi            | CFA      | 18 matchs          | -                 | 1 match           |
| 2012 - 2013 | FC Calvi            | CFA      | 28 matchs / 1 but  | -                 | -                 |
| 2020 - 2023 | AO Malguénax        |          |                    |                   |                   |